# Hóman Ottó
Hóman Ottó (Magyaróvár, 1843. szeptember 30. – Budapest, 1903. április 15.) magyar klasszika-filológus, egyetemi tanár, lapszerkesztő, Hóman Bálint édesapja.

## Élete
Középiskoláit Magyaróváron és Budán végezte, majd a pesti egyetemen filológiát hallgatott. A középiskolai tanári oklevél elnyerése után 1866-tól három évig működött mint gimnáziumi tanár Szabadkán. 1869-70-ben külföldi egyetemeket látogatott és hosszabb ideig tartózkodott Göttingenben, ahol bölcseleti doktorrá avatták. 1871-72-ben a pesti egyetem magántanáraként működött, 1872-ben évben az akkor megnyílt Kolozsvári Magyar Királyi Tudományegyetemre nevezték ki a klasszika-filológia rendes tanárának, 1885-ben a budapestvidéki tankerület főigazgatójává nevezték ki. 1890-től kezdve a tanárvizsgáló bizottság alelnöke és a közoktatási tanács tagja volt. 1897 és 1902 között a Közoktatásügyi Minisztériumban dolgozott, középfokú oktatással foglalkozott, 1898-ban a gimnáziumi tantervet is megreformálta.
1877-ben egy ismerősével, Bartal Antallal közösen indította meg az Egyetemes Philologiai Közlöny című lapot, amelyet két éven át szerkesztett is.
1890. szeptember 21-én Ferenc József magyar király adományozott neki királyi tanácsosi címet.

## Házassága és gyermekei
Hitvese a református nemesi származású pusztaszentgyörgyi és tetétleni Darányi Borbála (Pest, 1852. május 9.–Budapest, 1908. március 2.), akinek a szülei pusztaszentgyörgyi és tetétleni Darányi Ignác (1811–1877) magyar ügyvéd és jószágigazgató, a budapesti református egyháztanács és az Országos Magyar Gazdasági Egyesület igazgatósági választmányi tagja, valamint földvári és bernátfalvi Földváry Borbála (1820–1888) voltak. Az apai nagyszülei Darányi György (1777-1830) és balásfalvi Kiss Erzsébet voltak. Az anyai nagyszülei földvári és bernátfalvi Földváry Pál (1790–1849), Pest megyei földbirtokos és bernátfalvi Bernáth Terézia (1796–1836) voltak. Hóman Ottóné Darányi Borbálának a fivére Darányi Ignác (1849–1927) magyar jogász, agrárpolitikus, nagybirtokos, miniszter. Hóman Ottó és Darányi Borbála frigyéből született:
- dr. Hóman Ottó (1873. – Valjevo környékén, 1914. december 9.), királyi járásbíró, a budapesti ítélőtábla tanács jegyzője, a magyar királyi 3. népfelkelő gyalogezred népfelkelőfőhadnagya.[8]
- Hóman Irén
- Hóman Biri
- Hóman Bálint (Budapest, 1885. december 29. – Vác, 1951. június 2.) politikus, történész, egyetemi tanár, az MTA levelező majd rendes tagja, 1933 és 1945 között pedig igazgatósági tagja is. 1932 és 1938 illetve 1939 és 1942 között Magyarország vallás- és közoktatásügyi minisztere, 1933-tól 1944-ig a Magyar Történelmi Társulat elnöke.

## Művei
- A saturnusi vers elmélete és története (Pest, 1871);
- Pindar versezetei (Lipcse, 1876);
- A comicumról Plautus Pseudolusában (Kolozsvár, 1879);
- A középiskolai tanárok képzéséről (Bp., 1895).